# Matías Soulé
Matías Soulé Malvano (* 15. April 2003 in Mar del Plata) ist ein argentinischer Fußballspieler. Der Flügelspieler steht bei der AS Rom in der Serie A unter Vertrag.

## Karriere

### Verein
Soulé begann seine fußballerische Ausbildung beim CA Vélez Sarsfield in Argentinien, wo er bis Januar 2019 spielte. Anschließend wechselte er nach Italien in die U17 des Rekordmeisters Juventus Turin. In der Saison 2020/21 war er bereits Stammspieler in der U19 und kam insgesamt zu 30 Einsätzen, fünf Toren und fünf Vorlagen. Zur kommenden Saison 2021/22 erhielt er einen Profivertrag bei der drittklassigen zweiten Mannschaft. Sein Debüt in der Serie C gab er am ersten Spieltag gegen die US Pergolettese in der Startelf stehend. Sein erstes Tor erzielte er bei einem 1:0-Sieg über Calcio Lecco, als er seiner Mannschaft durch sein Tor den Sieg bescherte. Am 30. November (15. Spieltag) debütierte er gegen die US Salernitana nach später Einwechslung in der Serie A.
Im August 2023 schloss er sich leihweise für eine Saison Frosinone Calcio an.
Im Juli 2024 wechselte er zur AS Rom.

### Nationalmannschaft
Im Februar 2019 spielte Soulé dreimal für die U16-Nationalmannschaft Argentiniens.